# باسكال فابر
باسكال فابر (بالفرنسية: Pascal Fabre)‏ هو سائق سيارة سباق ومهندس فرنسي، ولد في 9 يناير 1960 في ليون في فرنسا.